# Gregori Warchavchik
Gregori I. Warchavchik (Odessa, 2 avril 1896 - São Paulo, 27 juillet 1972) est un architecte brésilien.